# Макронисос (Аттика)
Макронисос (греч. Μακρόνησος ή Μακρονήσι), Трупика (Τρούπικα) — небольшой необитаемый остров в заливе Сароникос, в Эгейском море, принадлежит Греции. Входит в архипелаг Саронические острова. Находится к западу от острова Саламин, в узком проходе у побережья Мегариды и города Мегара — бухте Трупика. Относится к сообществу Саламин. Остров имеет продолговатую форму, от которой и получил название — от μακρός — длинный.